# Ajsa Luna
Heyliger Ajsa Luna, művésznevén ajsa luna (Magyarország, 2001. február –) karibi-magyar származású zenész-dalszerző-énekes. Először 2019-ben tűnt fel a Kikeltető nevezetű rapversenyen a Legszebb Lány című dalával, melyet teljes egészében saját maga készített el.

## Gyermekkora
Szülei Szentendrén ismerték meg egymást egy patikában. Édesapja karibi származású, éppen egy holland turistacsoportal látogatott oda. Édesapjának köszönhetően Ajsa már egészen fiatalon szoros kapcsolatot alakított ki a karibi kultúrával, többek közt abból is merített ihletet később.  Szülei azonban már viszonylag fiatal korában elváltak.
Gyermekkorát végigkísérte egyfajta ártatlanság, ami dalszövegeiben is megjelenik, például: „Minden porcikám porcelán...” vagy a Vészterv című dal. A válás igen nagy tragédiát okozott, ami tovább növelte benne a „görcsösséget”. Ezt az elfojtott érzelmet próbálja átadni a közönségének a Mennyország Tourist c. Tankcsapda-dalfeldogozással. Próbál rámutatni a Z generációnak, hogy nem is olyan egyszerű a felnőtt korba lépés. Első albuma a felnőtté válás határán az érzelmek és tapasztalatok feldolgozásáról, valamint ezek megéléséről szól.
Mindig is komolyan kötődött a valláshoz. Mélyen hívő ember, hisz Istenben, de nem tudott elköteleződni konkrétan egyetlen valláshoz sem, legyen az katolikus vagy református. Így kapcsolódik hozzá a kereszt szimbólum, ami ékszerek alakjában jelenik meg. Első (és egyetlen) tetoválása, amit 2024 októberében készíttetett az ujjára, szintén egy apró kereszt.

## Tanulmányok
Jelenleg[mikor?] a Pázmány Péter Katolikus Egyetemen folytatja tanulmányait.

## Munkássága
A zenei alapok túlnyomó részét más producerekkel közreműködve készíti. Emellett a producerkedés ("beatek" készítése) alapjaival már egészen fiatalon, 19 évesen megismerkedett (autodidakta módon).  Karrierjét OHNODY – Hideg dala indította el, amit akkori szerelme küldött el neki. A Kikeltetőt követően újabb nagyobb sikert ért el, megjelent a Telex After: Feltörekvők című, fiatal és kezdő zenészeket bemutató műsorában. Későbbiekben számos alkalommal dolgozott együtt olyan ismert nevekkel, mint Hundred Sins producer vagy Beton.Hofi rapper. A slágerré vált Tiszalök című dalban Ajsa is közreműködik.
A 2023. november 10-én eredetileg Párizsba tervezett MTV EMA győztese lett az újgenerációs popzenéjével. Ezt követően készült el 2023. március 3-án Világvége címmel első lemeze, amit többen tartanak számon "EP" középlemezként, de mivel nyolc szám van rajta, az előadó elmondása szerint "nagylemezként" is aposztrofálható, mivel ez egy teljes és összefüggő alkotás. Az album borítója sokak számára kifogásolható lehet, hiszen egy "őzmintás alsóneműt láthatunk". Az énekesnő elmondása alapján "az őz az ártatlanságot szimbolizálja", míg a fehérnemű a felnőttkort. A borító és annak témája keresztül ível az egész albumon, többször feltűnik. Ez onnan eredeztethető, hogy a lány otthon gyakran volt egy szál bugyiban, ami teljesen megszokott volt. Mégis első látásra sokan a szexizmust vélik felfedezni. Második albuma egy "táncolhatóbb" lemez lett. Erre az albumra hét szám került, több közreműködéssel. A közönsége igen hamar kezdte őt "mother luna"-nak hívni, hiszen a színpadon sokszor a nőiességet testesítette meg, illetve megjelent az anyaság is. Itt már sokkal könnyedebb dalok jelennek meg. Ennek nyitószáma szintén a "mother luna" nevet viseli.

## Albumok
Az összes dalszöveg szerzője ajsa luna; az összes szám szerzője Hundred Sins.
| 1. | intro/most hova fogsz bújni?            | ajsa luna               | New Chord Record | 1:48 |
| 2. | aludj hófehérke (feat. Whoel)           | ajsa luna, Whoel        | New Chord Record | 4:16 |
| 3. | hercegnőflow (mi lesz velem herceg?)    | ajsa luna               | New Chord Record | 2:49 |
| 4. | Világ vége                              | ajsa luna               | New Chord Record | 2:36 |
| 5. | Vészterv                                | ajsa luna               | New Chord Record | 3:28 |
| 6. | mennyországtourist (feat. Hundred Sins) | ajsa luna, Hundred Sins | New Chord Record | 3:24 |
| 7. | túróscsusza (ilyen felnőtté válni?)     | ajsa luna               | New Chord Record | 2:18 |
| 8. | utolsó falat                            | ajsa luna               | New Chord Record | 3:24 |

Az összes dalszöveg szerzője ajsa luna; az összes szám szerzője Hundred Sins.
| 1. | mother luna                                  | ajsa luna                          | New Chord Record | 2:28 |
| 2. | Maszkulin (feat. Beatrick)                   | ajsa luna, Beatrick                | New Chord Record | 3:25 |
| 3. | Tarts meg!                                   | ajsa luna                          | New Chord Record | 2:24 |
| 4. | sz*x, p*nz meg érz*sek                       | ajsa luna                          | New Chord Record | 3:14 |
| 5. | Illeg*lis party (feat. ANUBII$ & Beton.Hofi) | ajsa luna, ANUBII$, Beton.Hofi     | New Chord Record | 2:38 |
| 6. | Minden kislány                               | ajsa luna                          | New Chord Record | 1:50 |
| 7. | Femi9 (feat. Schëri Luxio, toldyuuso)        | ajsa luna, Schëri Luxio, toldyuuso | New Chord Record | 3:34 |